# Sozialdemokratische Partei des Memelgebietes
Die Sozialdemokratische Partei des Memelgebietes (SDPM) war eine sozialdemokratische Partei der deutschen Mehrheitsbevölkerung im Memelland. Sie bestand von 1925 bis 1935 und ging in der Memelländischen Einheitsliste auf. Vorsitzende waren August Kislat (1885–1941) und Fritz Matzies (1887–1957).

## Vorgeschichte
Im konservativen Ostpreußen war die SPD bei Wahlen im Kaiserreich durch das Mehrheitswahlrecht bei Wahlen zum Reichstag und das Dreiklassenwahlrecht bei den innerpreußischen Wahlen deutlich benachteiligt. Das beste Ergebnis der SPD im Reichstagswahlkreis Regierungsbezirk Königsberg 1 erreichte sie bei der Reichstagswahl 1912 mit 20,9 %.
Nach der Novemberrevolution wurde das Verhältniswahlrecht eingeführt und die SPD konnte nun deutlich erfolgreicher an Wahlen teilnehmen. Der Tilsiter Gewerkschaftssekretär Heinrich Trinowitz wurde 1919 in die verfassunggebende preußische Landesversammlung gewählt. Von den vier Abgeordneten im Provinziallandtags der Provinz Ostpreußen aus den künftigen Memelland waren zwei (Karl Zimmeck und Hans Honig) Mitglieder der SPD.
Mit der "Memeler Volksstimme, Sozialistisches Parteiorgan, Publikationsorgan des Arbeiter- und Soldatenrates Memel und der Freien Gewerkschaften" (1919–1920) und der Tilsiter Tageszeitung "Die Volksstimme" entstanden zwei Parteizeitungen der SPD.
Mit der Abtrennung des Memelgebietes verloren die Abgeordneten zum 21. Dezember 1919 ihre Mandate im Provinziallandtag.

## Nach der Abtrennung des Memelgebietes
Nach der Abtrennung des Memelgebietes bestand zunächst keine landesweite Volksvertretung. Die SPD konnte daher lediglich auf der kommunalen Ebene tätig werden. In der zweitgrößten Stadt Tilsit stellte die SPD mit Bürgermeister Krell den Stellvertreter von Oberbürgermeister Eldor Pohl (DDP), Heinrich Trinowitz war Stadtverordneter.
Fritz Matzies war 1920 bis 1922 einer der zwei Landesdirektoren des Memelgebietes.
Der Allgemeiner Deutscher Gewerkschaftsbund gliederte den "Gewerkschaftsbund des Memelgebietes" aus, der als Zeitschrift die "Der Gewerkschaftsbund" herausgab. Auch die SPD bildete notgedrungen eine Sonderorganisation mit der Parteizeitung "Memelländische Volkszeitung".

## Wahlen zum Seimelis
Bei den Wahlen zum Seimelis erreichte die SDPM nach Jürgen W. Falter folgende Ergebnisse. Mads Ole Balling kommt auf leicht andere Prozentanteile, die Sitzzahlen sind bei beiden gleich.
| Wahlperiode           | Prozent | Mandate |
| --------------------- | ------- | ------- |
| I. Wahlperiode 1925   | 16,0 %  | 5       |
| II. Wahlperiode 1927  | 10,1 %  | 3       |
| III. Wahlperiode 1930 | 13,8 %  | 4       |
| IV. Wahlperiode 1932  | 7,8 %   | 2       |

| Wahlperiode      | Abgeordneter     | Anmerkung                                                |
| ---------------- | ---------------- | -------------------------------------------------------- |
| I. Wahlperiode   | Michel Bertschus |                                                          |
| I. Wahlperiode   | August Kislat    |                                                          |
| I. Wahlperiode   | Adolf Plennis    |                                                          |
| I. Wahlperiode   | Ernst Rausch     |                                                          |
| I. Wahlperiode   | Martin Seewaldt  |                                                          |
| II. Wahlperiode  | Michel Bertschus |                                                          |
| II. Wahlperiode  | August Kislat    |                                                          |
| II. Wahlperiode  | Martin Seewaldt  |                                                          |
| III. Wahlperiode | Michel Bertschus |                                                          |
| III. Wahlperiode | August Jöres     |                                                          |
| III. Wahlperiode | Georg Pannars    |                                                          |
| III. Wahlperiode | Eugen Urban      |                                                          |
| IV. Wahlperiode  | August Jöres     | 26. Mai 1932 Mandatsverzicht (Nachrücker: August Kislat) |
| IV. Wahlperiode  | Georg Pannars    |                                                          |
| IV. Wahlperiode  | August Kislat    | 26. Mai 1932 für August Jöres                            |